# Sebastián Blanco
Sebastián Marcelo Blanco (Lomas de Zamora, 15 de março de 1988) é um futebolista argentino que atua como meia. Atualmente joga pelo San Lorenzo.
.

## Títulos
Lanús
- Campeonato Argentino: Apertura 2007-08

San Lorenzo
- Supercopa Argentina: 2015